# Acropora subulata

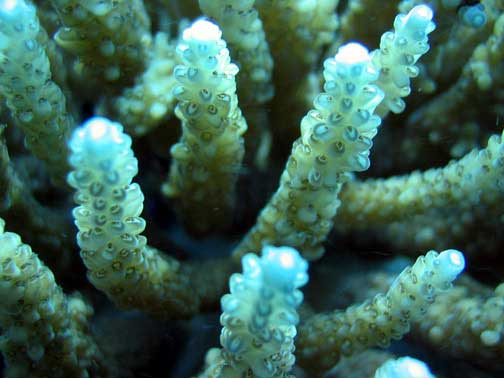
A. subulata, vista de coralitos, Parque nacional de Samoa Americana

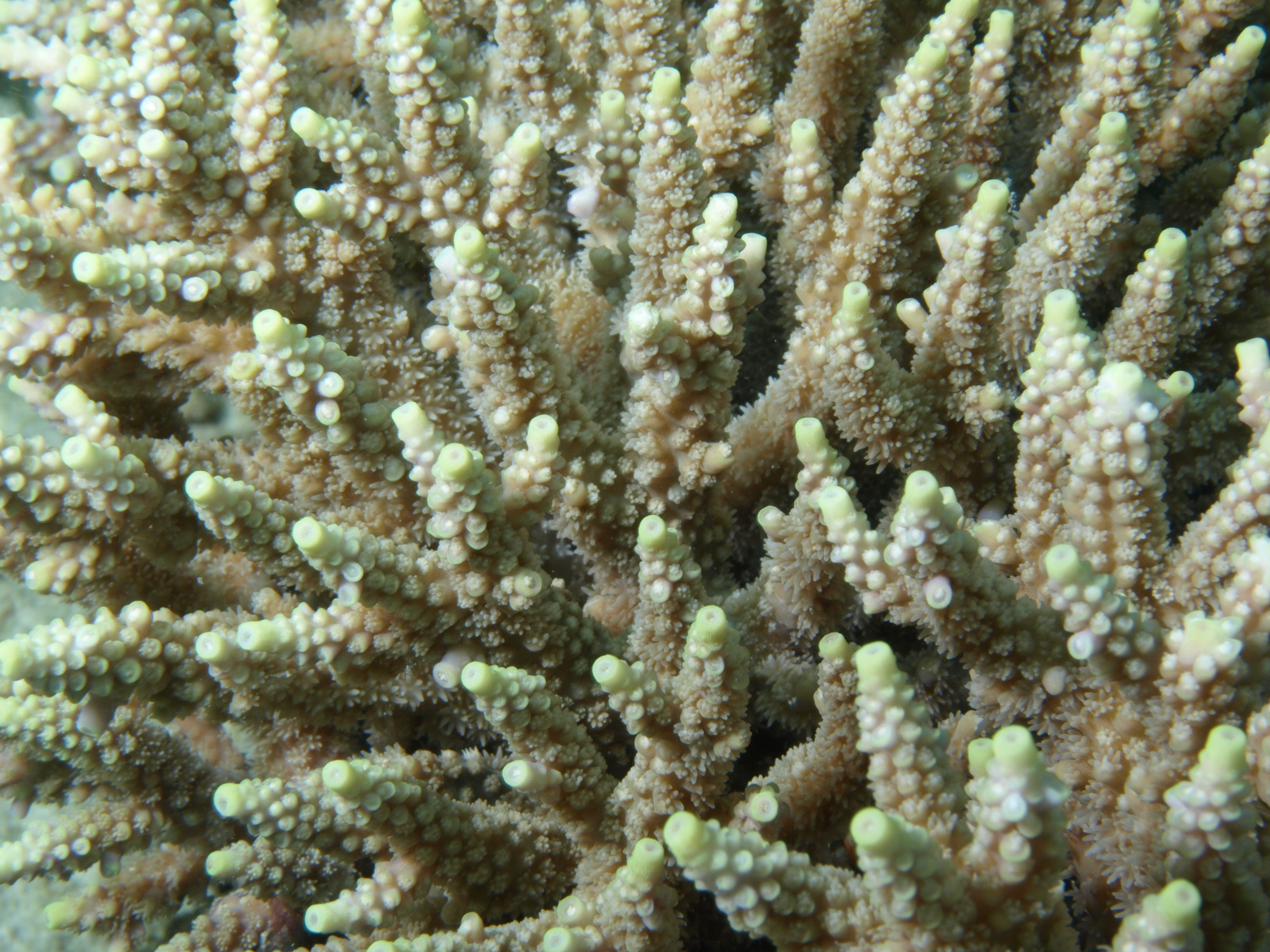
A. subulata, vista de coralitos con pólipos parcialmente expandidos, en isla Poruma Estrecho de Torres, Australia

Acropora subulata es una especie de coral que pertenece a la familia Acroporidae, orden Scleractinia. 
Su esqueleto es macizo y está compuesto de carbonato cálcico. Tras la muerte del coral, su esqueleto contribuye a la generación de nuevos arrecifes en la naturaleza, debido a que la acción del CO2 convierte muy lentamente su esqueleto en bicarbonato cálcico, sustancia ésta asimilable directamente por las colonias coralinas.
Es una especie muy común y ampliamente distribuida en el Indo-Pacífico tropical. Se comercializa en el mercado de acuariofilia.

## Morfología
La colonia crece formando amplios platos circulares aplanados o agregaciones, a menudo de unos 2 m de ancho. Están estructuradas formando una red de ramas horizontales, con sub-ramas bien espaciadas que crecen erguidas. Las sub-ramas tienen 4 mm de diámetro y 40 mm de largo. Las ramas son frágiles y se rompen fácilmente. Las pequeñas colonias normalmente tienen forma de cojín. Los coralitos axiales son tubulares con márgenes redondeados, y tienen un diámetro externo entre 1,4 y 1,9 mm, y un diámetro interno entre 0,8 y 1,2 mm. Los coralitos radiales son labiados y dispersos o en forma tubular y con el cáliz oblicuo, estando dispuestos en forma apretada.
A. subulata presenta los siguientes colores: normalmente gris pálido o marrón, en ocasiones azul luminoso, púrpura o verde. Pudiendo tener los labios de los coralitos en un color contrastante.
Sus pólipos exhiben ondulantes tentáculos, que están cargados de nematocistos para atrapar plancton marino.
Se puede confundir con A. hyacinthus o con A. cytherea, que también forman tablas de similar tamaño y forma, pero las ramas de A. subulata son más grandes y están más espaciadas que las de las otras dos especies emparentadas.

## Hábitat y comportamiento
Habitan los arrecifes de coral, por lo que requieren de aguas oligotróficas (pobres en nutrientes), bien oxigenadas, con baja carga de sedimento, de alta transparencia, y con una temperatura no menor a los 20 °C en su media anual.
Viven especialmente en laderas superiores y cimas de arrecifes superficiales sumergidos, con alta diversidad de especies de Acropora. Siempre en emplazamientos protegidos de la acción de fuertes oleajes.
Su rango de profundidad es de 5 a 25 m, aunque se reportan localizaciones entre 0 y 45 m, y en un rango de temperatura que oscila, al menos, entre 22.21 y 27.31 °C.

## Distribución geográfica
Se distribuyen en aguas tropicales del océano Indo-Pacífico, incluido el mar Rojo, desde las costas orientales de África, hasta el Pacífico central, en Pitcairn y la isla de Pascua. 
Es especie nativa de Arabia Saudí; Australia; Birmania; Camboya; Chile (isla de Pascua); Cocos; Comoros; Egipto; Eritrea; Filipinas; Fiyi; India; Indonesia; Israel; Japón; Jordania; Kenia; Kiribati; Malasia; islas Marshall; Mauritius; Mayotte; Micronesia; Mozambique; Nauru; isla de Navidad; Nueva Caledonia; Omán; Palaos; Papúa Nueva Guinea; Pitcairn; Reunión; Samoa; Samoa Americana; Islas Salomón; Singapur; Somalia; Sri Lanka; Sudán; Tailandia; Taiwán ; Tanzania; Tuvalu; Vanuatu; Vietnam; Yemen y Yibuti.

## Alimentación
Los pólipos contienen algas simbióticas llamadas zooxantelas. Las algas realizan la fotosíntesis produciendo oxígeno y azúcares, que son aprovechados por los pólipos, y se alimentan de los catabolitos del coral (especialmente fósforo y nitrógeno). Esto les proporciona entre el 75 y el 95 % de sus necesidades alimenticias. El resto lo obtienen atrapando plancton microscópico y materia orgánica disuelta en el agua.

## Reproducción
Se reproducen asexualmente mediante gemación y por fragmentación, siendo este último el modo de reproducción cuando las ramas de las colonias se rompen debido a los temporales, y sus fragmentos originan nuevas colonias.
Sexualmente son hermafroditas simultáneos, lo que quiere decir que las colonias generan gametos masculinos y femeninos, lanzando simultáneamente al exterior sus células sexuales, siendo por tanto la fecundación externa. Los huevos una vez en el exterior, permanecen a la deriva arrastrados por las corrientes varios días, más tarde se forma una larva plánula que, tras deambular por la columna de agua marina, y en un porcentaje de supervivencia que oscila entre el 18 y el 25 %, según estudios de biología marina, cae al fondo, se adhiere a él, y se metamorfosea en pólipo. A continuación, comienza su vida sésil, secretando carbonato cálcico para conformar un esqueleto de aragonita, o coralito. Posteriormente, forman la colonia mediante la división de los pólipos por gemación.

## Mantenimiento
Como norma, las Acroporas son difíciles de mantener en cautividad.  
Una luz más bien alta satisfará a la mayoría de las colonias aclimatadas al acuario. La corriente deberá ser fuerte y alterna.
Es una especie poco agresiva con otros corales. Su rápido crecimiento en comparación con otras especies le ayuda a conseguir espacio y garantizar el acceso a la luz.
Se debe añadir micro plancton u otros preparados para animales filtradores, adaptados a sus pequeños pólipos.
Con independencia del resto de niveles de los parámetros comunes del acuario marino: salinidad, calcio, magnesio, dureza, etc., hay que mantener los fosfatos a cero y los nitratos a menos de 20 ppm. Algunos autores, con independencia de añadir oligoelementos (yodo, hierro, manganeso, etc.), recomiendan aditar estroncio hasta mantener un nivel de 10 ppm.
Se recomienda cambios de agua semanales del 5 % del volumen del acuario.
Como todas las especies de Acropora, no se deben mantener junto a especies de Sinularia, porque éstas liberan terpinas (hidrocarburos) al agua, que pueden acabar con el Acropora sp.

## Galería

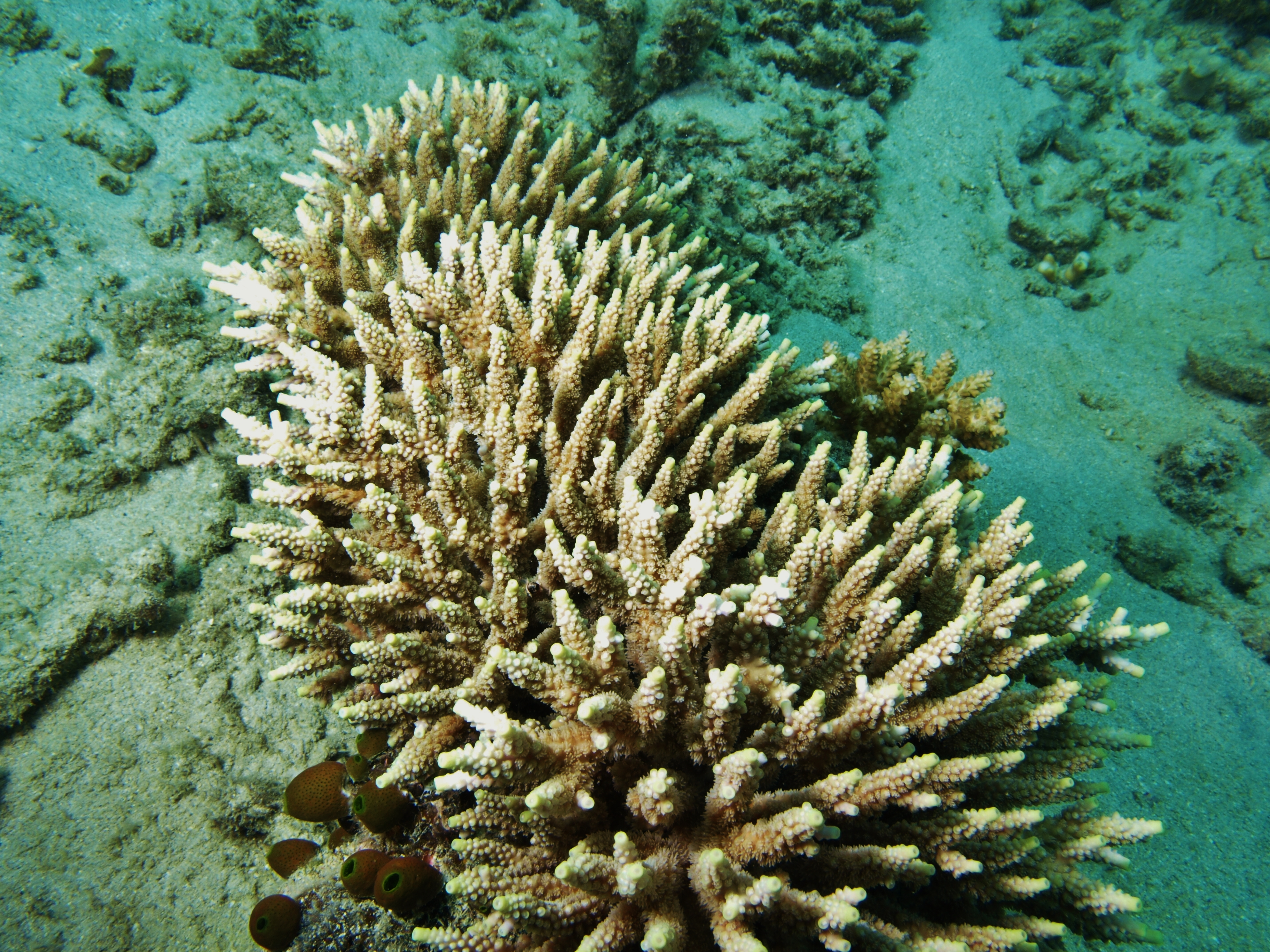
Colonias de A. subulata en isla Poruma, Estrecho de Torres, Australia
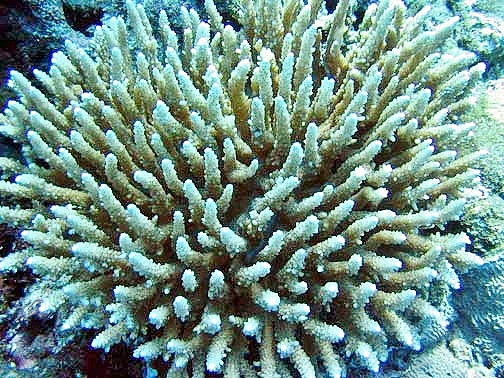
Colonia de A. subulata en el Parque nacional de Samoa Americana
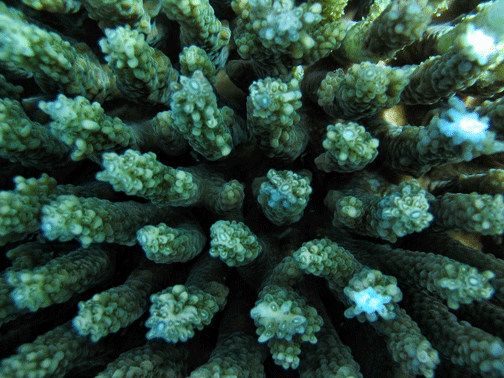
Vista superior de A. subulata en el Parque nacional de Samoa Americana
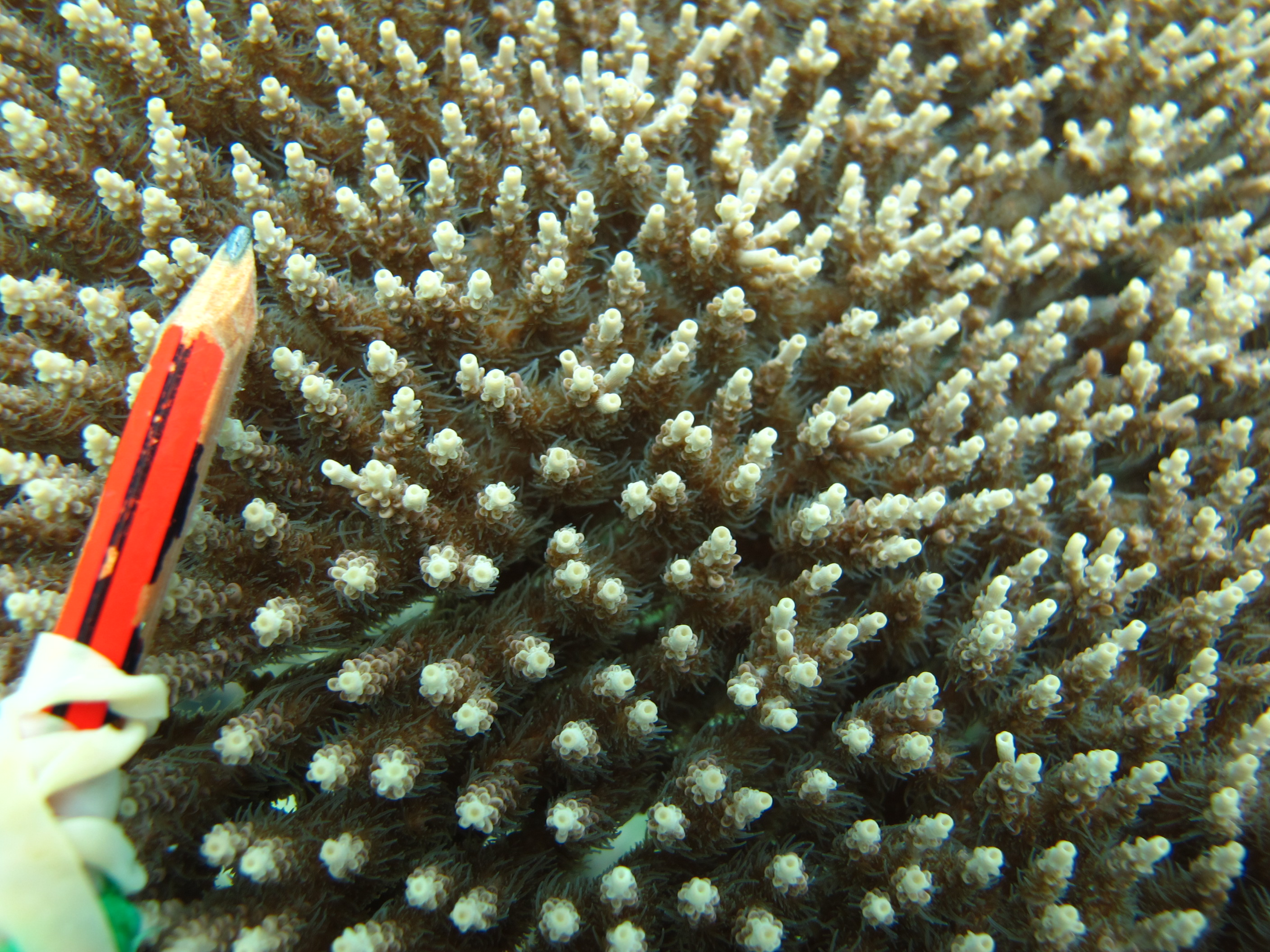
Vista superior de A. subulata con tentáculos expandidos. Isla Masig, Estrecho de Torres, Australia
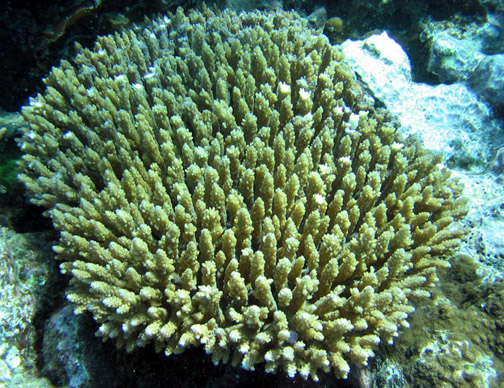
A. subulata en el Parque nacional de Samoa Americana